# WE GO
〈WE GO〉는 브레이커즈의 열다섯 번째 싱글이다. 2015년 5월 20일에 발매됐다. 발매원은 제인 레코드이다.
〈오버라이트〉 이래로 6번째인 《명탐정 코난》 타이업. 초회반A는 표제곡의 프로모션 비디오 및 메이킹을 수록.

## 수록곡
- 전체 작사: 다이고

초회한정반A
1. WE GO
  - 작곡: 다이고, 편곡: 브레이커즈, 타쿠미 마사노리

2014년 섣달그믐에 행해진 카운트다운 라이브에서 처음으로 보였다.
2. 백야의 달(白夜の月)
  - 작곡: 신페이, 편곡: 브레이커즈

초회한정반B
1. WE GO
2. 사랑×우리(愛×檻)
  - 작곡: 아키히데, 편곡: 이다 마사히코

통상반
1. WE GO
2. 빛 ~Acoustic Version~(光 〜Acoustic Version〜)
3. WE GO (TV Size Edit)

## 특전 DVD

### 초회한정반A
〈WE GO〉 Music Clip＋Music Clip Off Shot

## 타이업
- 요미우리 TV 닛폰 TV계 애니메이션 《명탐정 코난》 여는 곡 (#1)